# Petr Stančík
Petr Stančík, nacido el 9 de junio de 1968 en Rychnově nad Kněžnou (Checoslovaquia), es un poeta, novelista, dramaturgo y ensayista checo. Hasta 2006 utilizó el seudónimo de Odillo Stradický ze Strdic.

## Biografía
Los padres de Petr Stančík son maestros y él se graduó en la escuela primaria de Hradec Králové en 1985.
Tras un período en que ejerció diversos oficios manuales, entre 1989 y 1991 estudió en la Academia de Artes Musicales de Praga.
Posteriormente (1992-1995) trabajó como director de televisión, y desde 1995 trabaja como autor y consultor en el campo de la comunicación.

## Obra
Petr Stančík hizo su debut literario en 1990 con el ensayo Smrt živá, siendo su primer trabajo en prosa Obojí pramen (1993).
Le siguió Admirál čaje (1996) —obra sobre la que Jiří Suchý comentó que su autor tenía la más vertiginosa imaginación que nunca había visto—, Zlomená nadkova (1997) y První kost božího těla (1998).
Después del poemario Zpěv motýlů (1999), Stančík produjo una serie de trabajos en prosa alegóricos y fantásticos con el título de Fosfen (2001), así como Černý revolver týdne (2004).
En 2010, ya como Petr Stančík, recopiló y publicó su propia poesía bajo el título de Virgonaut y también escribió diversos cuentos para niños.
En la prosa de Stančík para adultos destaca Pérák (2008), ficticio héroe legendario de la resistencia checa durante la ocupación nazi. Pérák aparece como protagonista de muy diferentes textos, aunque Stančík permanece fiel a los hechos históricos.
De acuerdo a Jan Nejedlý «El carácter de Pérák –a pesar de ser muy variable en el folclore– es un símbolo de heroísmo frente a aquellos checos que no lucharon e incluso colaboraron [con el enemigo].» En este contexto, el autor no tiene reparos a la hora de abordar los episodios más dolorosos de la reciente historia de Checoslovaquia.
Pérák combina una narrativa apasionante, lecciones de la historia y medidas dosis de humor.
Otra obra de temática histórica es la laureada novela El molino de las momias (Mlýn na mumie, 2014), galardonada con el premio Magnesia Litera 2015.
En esta ocasión el héroe es el superintendente Durman —cruce entre Casanova y el Nick Carter de la película Adéla ještě nevečeřela—, que investiga la cadena de crímenes perpetrados por el primer asesino en serie en tierras checas.
Está ambientada en 1866, lejos de la época posterior a la Segunda Guerra Mundial, recurrente en la literatura checa contemporánea.

## Obras

### Prosa
- Obojí pramen (1993)
- Admirál čaje (1996)
- Zlomená nadkova (1997)
- Fosfen (2001)
- Pérák (2008)
- El molino de las momias (Mlýn na mumie, 2014)

### Poesía
- První kost božího těla (1997)
- Zpěv motýlů (1999)
- Černý revolver týdne (2004)
- Virgonaut (2010)